# Ignaz Pleyel

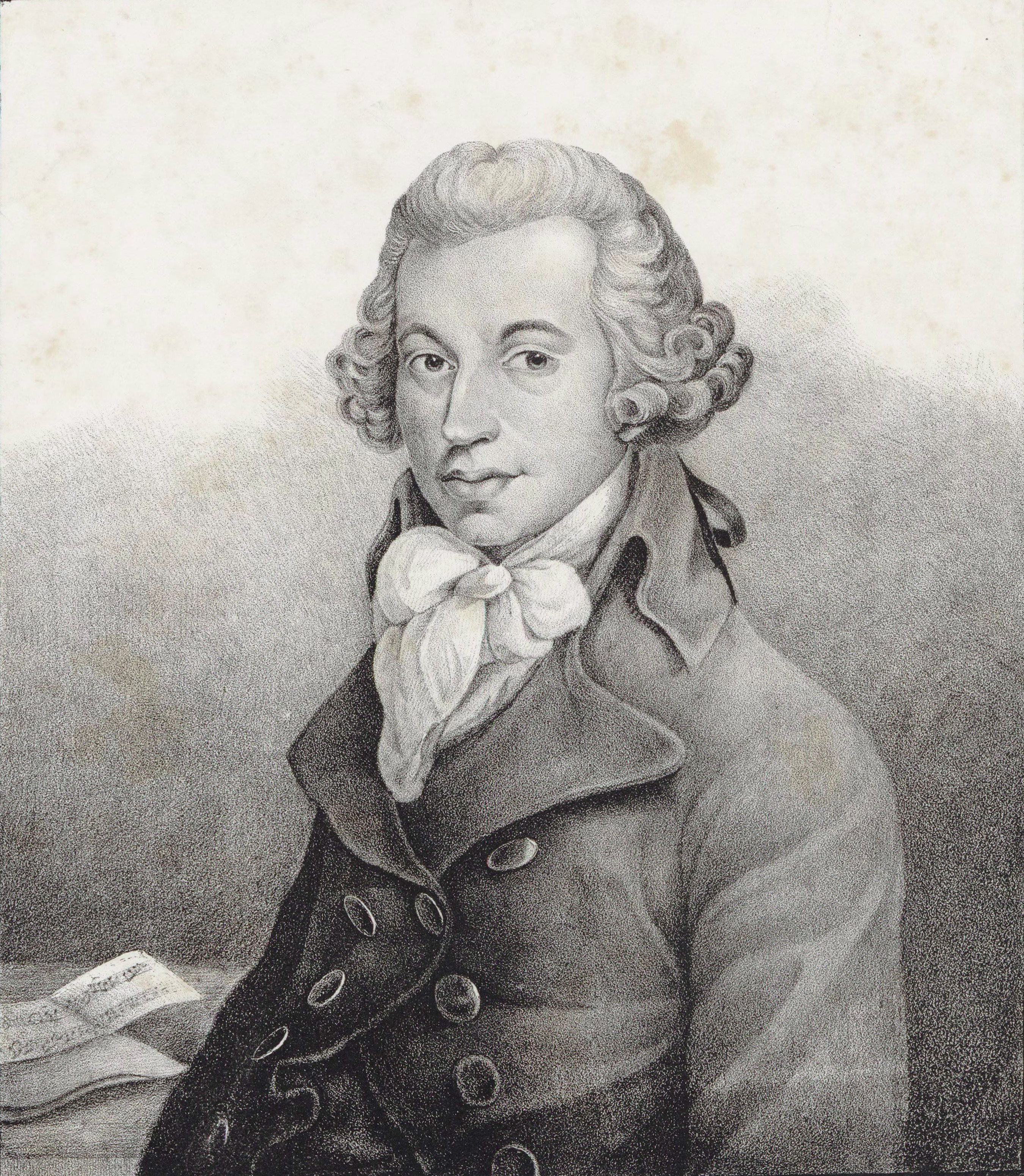
Ignaz Josef Pleyel

Ignaz Josef Pleyel (* 18. Juni 1757 in Ruppersthal, Niederösterreich; † 14. November 1831 Saint-Prix bei Paris), bis etwa 1789 Pleyl, ab etwa 1789 Ignace, autographisch auch Ignazio Pleijel, war ein österreichisch-französischer Komponist und Klavierfabrikant.

## Leben
Pleyel war das achte Kind aus der ersten Ehe des Schulmeisters Martin Pleyl und dessen Gattin Anna Theresia Pleyl geb. Forster; er hatte neun Halbgeschwister aus der zweiten Ehe des Vaters mit Maria Anna Pleyl geb. Placho, die alle im Kindesalter an Diphtherie starben. Er wuchs in bescheidenen Verhältnissen auf. Sein Vater war Schulmeister, Mesner und Chorleiter in Ruppersthal und erkannte bereits in jungen Jahren das musikalische und kompositorische Talent seines Sohnes. Pleyel war Schüler Joseph Haydns und Johann Baptist Vanhals in Pressburg und Eisenstadt. Seine Gönner, die Grafen Erdödy, bezahlten ihm ab dem Jahre 1772 für eine fünfjährige Ausbildung und den Aufenthalt in Haydns Haushalt 100 Louis d’or pro Jahr. Während dieser Lehrzeit bei Haydn, mit dem ihn von da an eine enge Freundschaft verband, komponierte der 19-jährige Pleyel zwei Opern, eine Sinfonie und ein Violoncellokonzert. Im Jahr 1785 wurde Pleyel in die Freimaurerloge Zum goldenen Rad in Fidisch (bei Eberau im Burgenland) aufgenommen, der Graf Ludwig Erdödy (1749–1794) vorstand.
Er vollendete seine Ausbildung in Italien und übersiedelte 1783 nach Straßburg, wo er Adjunkt des Domkapellmeisters Franz Xaver Richter wurde und sich fortan „Ignace“ nannte. Bevor er nach Richters Tod 1789 dessen Nachfolge antrat, nahm er die französische Staatsbürgerschaft an, fügte seinem Geburtsnamen Pleyl ein „e“ ein und nannte sich fortan Pleyel. Im Jahre 1788 heiratete er die Straßburgerin Franziska Gabrielle Ignatia Lefebvre, mit der er vier Kinder hatte. Während der Französischen Revolution komponierte er aus Anlass der Proklamation der neuen Straßburger Verfassung im Jahre 1790 die Hymne à la Liberté nach einem Text seines Freundes Claude Joseph Rouget de Lisle. Im Jahre 1791 wurde Pleyel seines Amtes als Domkapellmeister enthoben.
Von Dezember 1791 bis Mai 1792 kam er auf Einladung von Wilhelm Cramer nach London, um an dessen Professional Concerts mitzuwirken, zeitgleich wirkte sein früherer Lehrer Haydn in London. Am 16. Mai 1792 kehrte er nach Straßburg zurück und erwarb das vor den Toren der Stadt liegende Château d’Ittenwiller.
Ab 1795 lebte er in Paris, wo er 1796 eine Musikalienhandlung und 1807 die bis zum Ende des Jahres 2013 unter der Firma Pleyel, Wolff et Comp. bestehende Klavierfabrik gründete. In seinem Verlag, den sein Schwager Jean-Daniel Schäffer als Geschäftsführer leitete, erschienen innerhalb von 39 Jahren etwa 4000 Werke von Komponisten wie Beethoven, Boccherini, Dussek, Clementi, Haydn, Hummel, Mozart, Onslow und anderen. Eine von Pleyels Innovationen war die sogenannte Bibliothèque musicale, die 1802 mit der Veröffentlichung von vier Sinfonien Haydns im Taschenpartiturformat begann. Pleyel erwarb am 24. Januar 1827 die Vermarktungsrechte (für Frankreich) für die opp. 130, 133 und 134 von Ludwig van Beethoven. Der Vertrag in französischer Sprache wurde in Gegenwart von Zeugen in Wien geschlossen und notariell beglaubigt.
Sein Sohn Camille Pleyel (1788–1855) bildete sich unter Leitung seines Vaters sowie der Komponisten Johann Ladislaus Dussek und Friedrich Kalkbrenner zum Klavierspieler aus. Nachdem das Interesse an Ignaz Pleyels Kompositionen bereits ab der Jahrhundertwende nachgelassen hatte, übergab er 1824 dem Sohn die Klavierfabrik, die dieser bis zu seinem Tod am 4. Mai 1855 leitete. Am 19. Oktober 1827 gründete Pleyel einen kleinen Musiksalon in der Rue Cadet Nr. 9, in dem neben anderen Künstlern und Virtuosen Clara Wieck, die spätere Frau von Robert Schumann, auftrat. Camille Pleyel übernahm auch diesen Salon und übersiedelte in ein von ihm entworfenes Gebäude. Aus diesem Musiksalon entwickelte sich der größte Konzertsaal von Paris, die Salle Pleyel, der im Jahre 1927 erbaut wurde.
Ignaz Pleyel zog sich zuletzt auf sein Landgut Saint-Prix bei Paris zurück und widmete sich der Landwirtschaft. Er verstarb dort an den Folgen einer Bronchitis. Sein Grab befindet sich auf dem Pariser Friedhof Père-Lachaise (Division 13, Nummer 40.906). Im Jahre 1959 wurde die Ignaz-Pleyel-Gasse in Wien-Favoriten nach ihm benannt. 1998 wurde sein Geburtshaus gerettet und als Museum eingerichtet.
Seine Schwiegertochter Marie Moke-Pleyel war eine Schülerin Friedrich Kalkbrenners und eine der bedeutendsten Pianistinnen ihrer Zeit.

## Werke

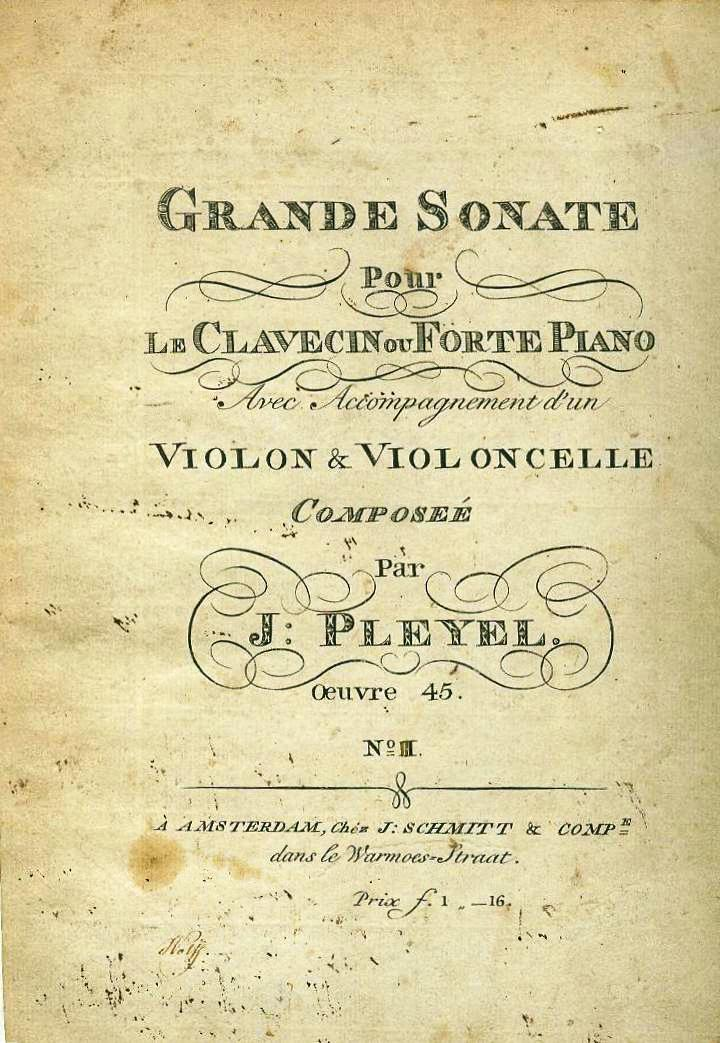
Titelblatt der Grande Sonate op. 45,3 (Druck von 1797)

Pleyel hinterließ zahlreiche Kompositionen (zumeist Instrumentalwerke), welche zeitweilig an Beliebtheit selbst mit Haydn wetteifern konnten, jedoch noch zu Lebzeiten ihres Autors in Vergessenheit gerieten. Bekannt ist seine oft wiederaufgelegte Große bzw. Kleine Klavierschule von 1797, die er gemeinsam mit Dussek (1760–1812) sowie Cramer (1771–1858) schuf. (Diese wurde unter anderem von Beethoven zugunsten der Schule von Muzio Clementi, 1752–1832, abgelehnt.) Pleyel verfasste daneben 48 Sinfonien, sechs Symphonies concertantes, zwei Opern (Die Fee Urgèle und Ifigenie in Aulide), ein Requiem, Lieder sowie eine große Zahl kammermusikalischer Kompositionen. Als Originalverleger des Klavierfabrikanten Pleyel trat der renommierte Musikverleger Heinrich Philipp Boßler auf. Die Werke Ignaz Pleyels nahmen einen umfangreichen Raum in Boßlers Musikverlag ein.
Von seiner Kammermusik ragen die Streichquartette heraus, da sie von großer musikalischer Qualität sind, was ihm zu seiner Zeit einen ausgezeichneten Ruf als Komponist einbrachte. Über Pleyels Streichquartette schrieb Mozart am 24. April 1784 in einem Brief an seinen Vater:

„Sie sind sehr gut geschrieben, und sehr angenehm; Sie werden auch gleich seinen Meister [d. i. Haydn] herauskennen. Gut – und glücklich für die Musik, wenn Pleyel seiner Zeit im Stande ist, uns Haydn zu remplacieren!“

Ein Werkverzeichnis Pleyels ist auf der Internetpräsenz der Pleyel-Gesellschaft (s. Weblinks) zu finden. Dieses Verzeichnis basiert auf der umfangreichen Forschung der Musikwissenschaftlerin Rita Benton (1918–1980).

## Klavierbau
Neben dem Konkurrenten Érard und anderen Klavierbaubetrieben wie Gaveau und Mangeot Freres war der von Pleyel 1807 in Paris gegründete Klavierbaubetrieb Ignace Pleyel & Comp.ie in den Jahrzehnten bis 1870 zu den großen europäischen Klavierfabrikanten zu zählen, im Stückzahl-Ausstoß um die Mitte des 19. Jahrhunderts nur von Broadwood in London übertroffen. Frédéric Chopin bevorzugte die Instrumente Pleyels und pries sie als non plus ultra. Noch heute sind zwei Pleyel-Flügel aus dem persönlichen Besitz Chopins bekannt. Eines der Chopin-Instrumente, das in Großbritannien erhalten wird, ist von herausragendem Klang. Chopin widmete der Gastgeberin seines ersten Pariser Aufenthaltes, Marie Moke-Pleyel, Ehefrau des Klavierfabrikanten Camille Pleyel, Sohn des Gründers Ignace, seine drei Nocturnes op. 9. Die zuletzt 1998 von Hubert Martigny erworbene Klaviermanufaktur beendete etwa Ende 2013 die Produktion von Klavieren. Im September 2009 fertigte der Klavierbauer Paul McNulty eine Rekonstruktion des Pleyel-Modells von 1830 an, das sich jetzt in der Sammlung des „Fryderyk-Chopin-Instituts“ in Warschau befindet und das beim ersten internationalen Klavierwettbewerb für historische Instrumente bespielt wurde.

## Würdigung
- Pleyel-Museum: 1998 wurde, initiiert von der Internationalen Ignaz Joseph Pleyel Gesellschaft (IPG), Pleyels Geburtshaus gerettet und als Museum eingerichtet, 2009 wurde das Grab Pleyels auf dem Friedhof Père-Lachaise mit Unterstützung des Bundeslandes Niederösterreich restauriert. Im Jahr 2007 wurde von der IPG anlässlich seines 250. Geburtstages ein Festakt vor dem Geburtshaus abgehalten, eine erste Pleyel-Biographie herausgegeben und eine Sonderpostmarke initiiert. Seit dem Jahre 2007 werden von der IPG, in Zusammenarbeit mit der Musikuniversität Graz, im Museum internationale Pleyel-Symposien abgehalten. Seit 2010 arbeitet die Gesellschaft in Zusammenarbeit mit neun Musikwissenschaftlern an einer Pleyel-Gesamtausgabe,[12] einen ersten Teil der musikalischen Umsetzung lieferte das Ignaz-Pleyel-Quartett Anfang 2015 mit der CD I. J. Pleyel: Hidden Gems, Vol. 1: Ben 359, 360, 361.[13] Im März 2015 erfolgte der Spatenstich zu einem Pleyel-Kulturzentrum mit Konzertsaal in den Weinbergen in Ruppersthal.[14] Am 14. Mai 2017 wurde das Pleyel-Kulturzentrum schließlich feierlich eröffnet.[15]

- Der Asteroid (11524) Pleyel wurde nach ihm benannt.

## Film
- Genie im Windschatten – Ignaz Joseph Pleyel. Dokumentarfilm, Österreich, 2014 (51:06 Min.; Buch und Regie: Gustav W. Trampitsch; Produktion: Raum.Film, ORF, 3sat; Erstsendung: 20. Dezember 2014 bei 3sat). Inhaltsangabe von 3sat (Memento vom 25. August 2015 im Webarchiv archive.today).